# Yasin Pehlivan
Yasin Pehlivan (* 5. Jänner 1989 in Wien) ist ein österreichischer Fußballspieler. Er besitzt neben der österreichischen auch die türkische Staatsbürgerschaft.

## Karriere

### Verein

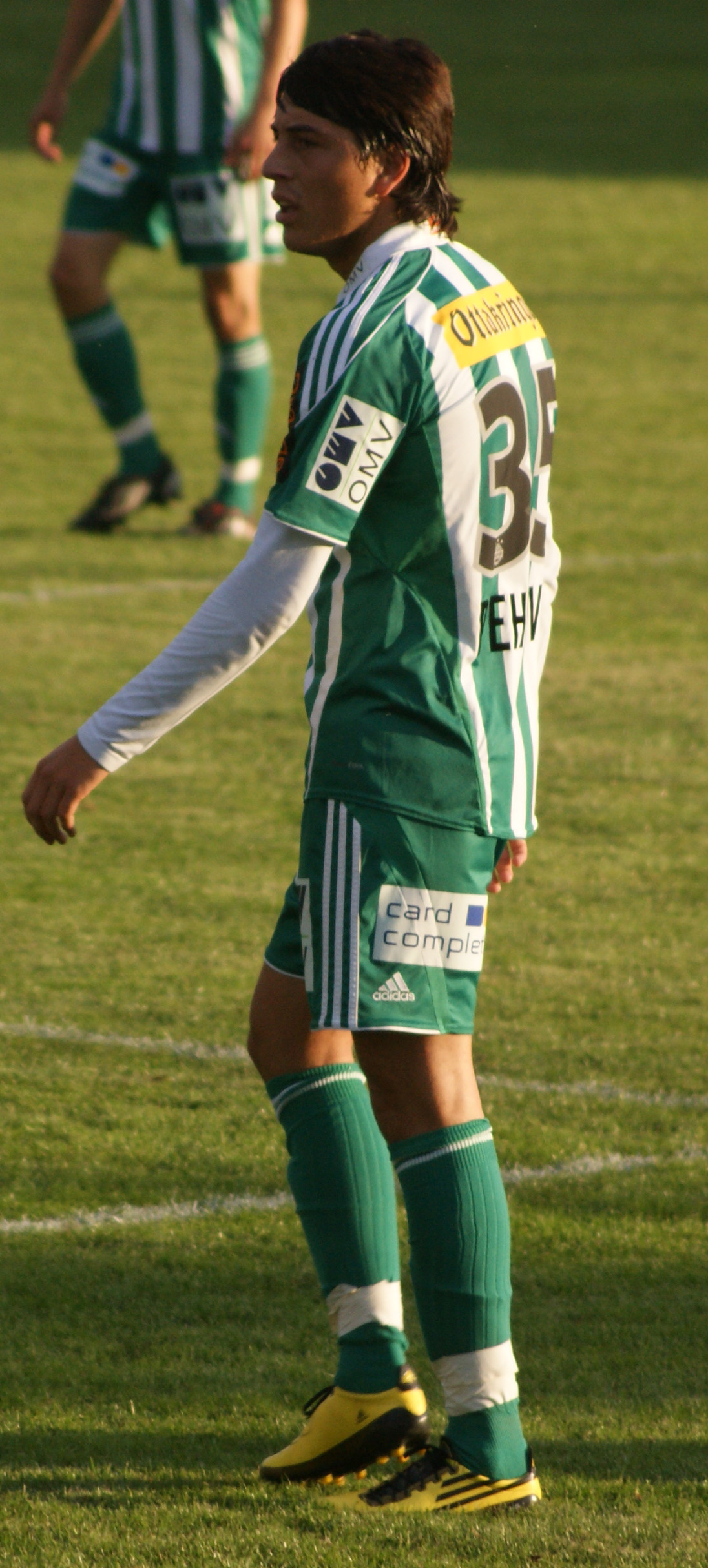
Pehlivan im Trikot des SK Rapid Wien (2009)

Der Sohn türkischer Einwanderer begann seine Karriere im Jahre 1998 bei WS Ottakring, wo er bis 2000 spielte. Von 2000 bis 2002 wurde er von den Ottakringern an den First Vienna FC verliehen. Ab 2002 wurde er an SK Rapid Wien verliehen. Nach zwei Jahren wurde er endgültig vom österreichischen Rekordmeister verpflichtet.
Aufgrund seiner guten Leistungen im Amateurkader wechselte Pehlivan im Jänner 2009 in den Bundesligakader. Sein Debüt in der Bundesliga gab er gleich in der ersten Runde der Rückrunde am 22. Februar 2009 gegen den FC Red Bull Salzburg. Am 14. März 2009 erzielte er beim 6:0-Heimsieg gegen Kapfenberg per Weitschuss seinen ersten Bundesliga-Treffer.
2009 wurde er zum „Toto Jungstar“ gekürt.
Am 30. Mai 2011 gab SK Rapid Wien den Wechsel zum türkischen Erstligisten Gaziantepspor bekannt, wo er einen Fünfjahresvertrag erhielt. Die Ablösesumme soll rund eine Million Euro betragen haben. Um diesen Wechsel bemühte sich besonders der damalige Trainer Gaziantepspors, Tolunay Kafkas, welcher selbst einige Jahre in der österreichischen Fußball-Bundesliga gespielt hatte. Nach seinem Wechsel hatte er bei seinem neuen Verein Anlaufschwierigkeiten und ein schwieriges Verhältnis mit Kafkas. Nach Kafkas' Rücktritt steigerte sich Pehlivan und lieferte später unter dem Trainer Hikmet Karaman die von ihm erwarteten Leistungen.
Nach zwei Jahren bei Gaziantepspor wechselte er zum Sommer 2013 innerhalb der Liga zu Bursaspor. Ausschlaggebend für den Wechsel war der Umstand, dass sein früherer Trainer Hikmet Karaman nun bei Bursaspor als Trainer arbeitete. Nachdem Pehlivan in der Hinrunde der Saison 2014/15 lediglich in einer Pokalbegegnung eingesetzt worden war, wurde in der Winterpause dieser Saison sein Vertrag nach gegenseitigem Einvernehmen aufgelöst.
Zwei Tage nach seiner Trennung von Bursaspor, heuerte er beim Ligarivalen Kayseri Erciyesspor an. Mit dem Abstieg Erciyesspors im Sommer 2015 verließ er den Verein nach einer Spielzeit. Ende August 2015 schloss sich Pehlivan dem FC Red Bull Salzburg an. Nach nur einer Saison verließ er „die Bullen“ im Sommer 2016 wieder. Nachdem er die Saison 2016/17 über vereinslos war, wechselte er zur Saison 2017/18 in die Slowakei zu Spartak Trnava. Zu Saisonende konnte er mit Trnava Meister werden.
Zur Saison 2018/19 kehrte er in die Türkei zurück und wechselte zum Zweitligisten Gençlerbirliği Ankara. Mit Gençlerbirliği stieg er zu Saisonende in die Süper Lig auf. Nach 16 Erstligaeinsätzen in der Saison 2019/20 verließ er den Verein nach zwei Spielzeiten. Daraufhin wechselte er zur Saison 2020/21 zum Ligakonkurrenten Çaykur Rizespor, bei dem er einen bis Juni 2022 laufenden Vertrag erhielt. In eineinhalb Jahren kam er zu 28 Einsätzen für Rizespor in der Süper Lig. Im Jänner 2022 wurde sein Vertrag in Rize aufgelöst. Nach seiner Vertragsauflösung wechselte er im selben Monat innerhalb der Türkei zum Zweitligisten Manisa FK. Insgesamt kam er zu zehn Zweitligaeinsätzen in Manisa, ehe er seinen Vertrag im September 2022 wieder auflöste und innerhalb der Liga zu Sakaryaspor wechselte. Für Sakarya absolvierte er sieben Partien.
Im Jänner 2023 wechselte Pehlivan zum Drittligisten İskenderunspor. Für İskenderunspor spielte er bis Saisonende sechsmal in der TFF 2. Lig. Im Juli 2023 wurde sein Vertrag beim Team aufgelöst. Nach einem halben Jahr ohne Verein kehrte er im Jänner 2024 nach Österreich zurück und wechselte zum siebtklassigen SV Ziersdorf.

### Nationalmannschaft
Er bestritt bisher ein Spiel für die österreichische U-20-Auswahl und wurde im März 2009 erstmals von Dietmar Constantini für die österreichische Nationalmannschaft nominiert, wo er am 1. April 2009 sein Debüt im WM-Qualifikationsspiel gegen Rumänien feierte.

## Erfolge
Mit Gaziantepspor
- Spor-Toto-Pokalsieger: 2012

Mit dem FC Red Bull Salzburg
- Österreichischer Meister: 2016
- Österreichischer Cupsieger: 2016

Mit Spartak Trnava
- Slowakischer Meister: 2017/18